# Christotokos
Christotokos (Grieks) betekent letterlijk, Zij die Jezus Christus baarde, dus verwijzend naar Maria (moeder van Jezus).

## Problematiek
Christotokos was een van de hoofdthema's tijdens het Concilie van Efeze (431). De patriarch van Constantinopel Nestorius was een aanhanger van de tweenaturenleer of het dyofysitisme, dit betekent dat Jezus Christus een goddelijke en een menselijke natuur heeft en bij uitbreiding, dat Maria de mens baarde (Christotokos), maar niet God (Theotokos).

## Onderliggend
Patriarch Nestorius lag in conflict met de zus van de keizer Theodosius II van Byzantium, Aelia Pulcheria, die zichzelf als de 'bruid van Christus' zag. Nestorius zal uiteindelijk het onderspit delven. Ter ere van haar overwinning werd de Kerk van Maria gebouwd te Efeze.